# Danh sách tập của Siêu trí tuệ Trung Quốc (mùa 11)
Dưới đây là danh sách các tập của chương trình Siêu trí tuệ (Trung Quốc) mùa 11 được phát sóng năm 2024.

## Vòng 1 - Thí luyện quốc tế
48 tuyển thủ được phân vào 4 con đường dựa trên trọng tâm của chúng gồm:
- Tính nhẩm siêu tốc
- Ghi nhớ
- Lục giác (sáu loại năng lực: tính toán, suy luận, ghi nhớ, không gian, quan sát, sáng tạo).
- Rubik

Ở mỗi con đường có 3 trận đấu:
- Trận 1 (chuẩn nhập tư cách): chọn 8 trong 12 tuyển thủ, đồng thời 4 tuyển thủ còn lại bị loại.
- Trận 2 (thử thách tư cách): chọn 1 tuyển thủ duy nhất trong 8 tuyển thủ.
- Trận 3 (Trung - ngoại đối quyết): tuyển thủ chiến thắng (top 1) của trận 2 thi đấu với tuyển thủ quốc tế.

Nếu tuyển thủ Trung Quốc thắng (không hoà) tuyển thủ quốc tế, tuyển thủ này được ngồi trên ghế chiến thắng, đồng thời có ưu thế trong vòng tập kết chiến đội Trung Quốc sau này.
| Chú giải | Thắng | Hòa | Thua |

### Tập 1 (Con đường tính nhẩm)[1]
Tuyển thủ quốc tế:  Nhật Bản - Tsujikubo Rinne
| Trận và tên thử thách  | Nội dung thử thách | Các tuyển thủ tham gia và kết quả                                      |
| ---------------------- | --- | ---------------------------------------------------------------------- |
| 1. Quét sạch màn hình  | 50 phép tính nhân chia nhiều chữ số được hiển thị trên màn hình các tuyển thủ (các phép tính là giống nhau cho cả 12 tuyển thủ). Tuyển thủ cần lần lượt chọn một trong số chúng và nhập đáp án của phép tính vào máy tính. Nếu đúng, phép tính đó sẽ biến mất; nếu sai phép tính được giữ nguyên và màn hình bị treo trong 5 giây. Khi màn hình trống xem như khiêu chiến thành công. | 12 tuyển thủ ban đầu (8 tuyển thủ hoàn thành nhanh nhất chiến thắng).  |
| 2. Cấp tốc chuyển nhãn | Có 2 lượt đấu. Ở mỗi lượt, các tuyển thủ cần chọn kiểu đề phép tính cộng trừ để thực hiện (một kiểu đề bao gồm: số chữ số trong mỗi số hạng, loại phép tính (chỉ cộng hoặc có cả cộng trừ), số số hạng, khoảng thời gian giữa 2 số hạng liên tiếp, lựa chọn thực hiện 2 phép tính cùng lúc hay không). Mỗi thành phần sẽ ứng với một số điểm nhất định, từ đó hệ thống sẽ đưa ra số điểm của phép tính đó. Tuyển thủ thực hiện phép tính và ghi kết quả vào bảng trả lời, đúng thì được điểm số của phép tính, sai được 0 điểm. Tuyển thủ đạt nhiều điểm nhất chiến thắng vòng này. | 8 tuyển thủ vượt qua vòng 1 (Trương Dục Manh chiến thắng với 33 điểm). |
| 3. Trận địa tính nhẩm  | Có 2 lượt đấu (lượt 1 sử dụng các phép tính cộng trừ, lượt 2 sử dụng các phép tính nhân chia). Một bảng 4 × 4 được bố trí 16 phép tính cho cả 2 tuyển thủ. Các phép tính này có độ khó và điểm số khác nhau. 2 tuyển thủ chọn ô phép tính và trả lời (mỗi ô tại một thời điểm có tối đa 1 người chọn, tuyển thủ có thể bỏ qua chọn ô khác nhưng được trả lời tối đa 1 lần mỗi ô). Trả lời đúng, ô đó được cắm cờ tương ứng với tuyển thủ, đồng thời tuyển thủ nhận được điểm của ô đó. Trả lời sai, tuyển thủ mất quyền trả lời ô đó, nhưng phép tíhh trong ô được giữ nguyên cho tuyển thủ còn lại có cơ hội trả lời. Kết thúc 16 ô, tuyển thủ ghi nhiều điểm nhất chiến thắng lượt đó. Tuyển thủ thắng 2 lượt coi như thắng chung cuộc. | Trương Dục Manh và Tsujikubo Rinne (kết quả 1 - 1).                    |

### Tập 2 (Con đường ghi nhớ)[2]
Tuyển thủ quốc tế:  Ấn Độ - Naga Anumita Guddanti
| Trận và tên thử thách | Nội dung thử thách | Các tuyển thủ tham gia và kết quả                                                                           | Các tuyển thủ tham gia và kết quả                                                                           |
| --------------------- | --- | --- | --- |
| 1. Tinh anh bò sữa    | Trên màn hình có 808 biểu tượng con Bò sữa với 7 màu khác nhau (đỏ, hồng, vàng, lục, lam, tím, xám). 12 tuyển thủ có 40 phút để ghi nhớ vị trí và màu sắc của các con bò này, sau đó màu sắc các con bò sẽ chuyển thành trắng (vị trí giữ nguyên). Sau đó 3 con bò bất kì được đánh số và làm nổi bật, các tuyển thủ chọn màu sắc cho chúng và giành quyền trả lời. Nếu đúng cả 3 con xem như khiêu chiến thành công. | 12 tuyển thủ ban đầu (8 tuyển thủ hoàn thành nhanh nhất chiến thắng).                                       | 12 tuyển thủ ban đầu (8 tuyển thủ hoàn thành nhanh nhất chiến thắng).                                       |
| 2. Thính phong giả    | 101 Chữ cái La-tinh ngẫu nhiên được mã hoá theo quy tắc Mã Morse. Các tuyển thủ nghe toàn bộ 101 bộ mã Morse này, sau đó nhập toàn bộ 101 chữ cái vào máy tính theo đúng thứ tự đã nghe. Tuyển thủ có độ chính xác cao nhất và nhanh nhất sẽ chiến thắng. | 8 tuyển thủ vượt qua vòng 1 (Quách Phi Dung chiến thắng với thời gian 2 phút 26 giây 81, đúng 101/101 chữ). | 8 tuyển thủ vượt qua vòng 1 (Quách Phi Dung chiến thắng với thời gian 2 phút 26 giây 81, đúng 101/101 chữ). |
| 3. Vô hạn lơ khơ      | 908 lá bài Tú lơ khơ được chia thành 3 phần và trình bày trong 3 bảng, mỗi bảng có 50 hàng và 6 cột. Trong 60 phút, 2 tuyển thủ ghi nhớ các lá bài và vị trí của chúng, sau đó giám khảo bí mật chọn 4 cặp lá bài và tráo vị trí của chúng tạo thành 4 đề (hai lá bài trong cùng một cặp phải phân biệt được với nhau). Tuyển thủ cần xác định các cặp lá bài đã bị tráo (gồm tên lá bài (số và chất), vị trí (bảng, cột và hàng)). Tuyển thủ xác định đúng nhiều cặp lá bài hơn với tổng thời gian ít hơn sẽ chiến thắng. | Quách Phi Dung (đúng 4/4 đề trả lời).                                                                       | Naga Anumita Guddanti (đúng 3/3 đề trả lời) .                                                               |

### Tập 3 (Con đường lục giác)[3]
Tuyển thủ quốc tế:  Vương quốc Anh - Scott Wilson
| Trận và tên thử thách  | Nội dung thử thách | Các tuyển thủ tham gia và kết quả                                   | Các tuyển thủ tham gia và kết quả                                   |
| ---------------------- | --- | ------------------------------------------------------------------- | ------------------------------------------------------------------- |
| 1. Trồng cây xanh thẳm | Một bộ đề bao gồm 1 bảng 6 × 6 tượng trưng cho một khu đất, cùng 7 khuôn cây giống (1 × 1, 2 × 2, 3 × 3 (mỗi loại 2 khuôn), 4 × 4 (một khuôn)). Các ô trong khu đất tượng trưng cho số cây có thể trồng trong ô đó: - Dấu X: Không có cây - Tam giác: 1 hoặc 3 cây - Hình tròn: 2 cây (nếu khu đất không có ô dấu X, ô này có thể không có cây hoặc 2 cây) - Chùm cây: 4 cây Có 36 bộ đề như vậy, trong đó 12 bộ đề không có ô dấu X (trị giá 3 điểm/đề) và 24 bộ đề có ô dấu X (trị giá 1 điểm/đề). Các tuyển thủ lựa chọn bộ đề và đặt các khuôn cây vào vị trí thích hợp, mỗi lần trả lời sai bị phạt 15 giây, và tuyển thủ phải hoàn thành đề đã chọn trước khi chuyển sang đề mới. Mỗi đề chỉ có tối đa 1 tuyển thủ thực hiện. Phần thi kết thúc khi tất cả các đề đều được hoàn thành, xếp hạng theo điểm số và thời gian hoàn thành. | 12 tuyển thủ ban đầu (8 tuyển thủ có điểm số cao nhất chiến thắng). | 12 tuyển thủ ban đầu (8 tuyển thủ có điểm số cao nhất chiến thắng). |
| 2. Tế bào Automat      | Trên bảng 20 × 20 có 400 tế bào ở trạng thái sống (màu đen) hoặc chết (màu trắng). Sau mỗi 1 giây, trạng thái của chúng sẽ thay đổi theo quy tắc trong trò chơi cuộc sống của Conway. Các tuyển thủ cần tìm ra 5 bảng trên sân khấu tương ứng với trạng thái của bảng đã cho, lần lượt sau 1, 2, 3, 4 và 5 giây. Tuyển thủ tìm đủ 5 bảng đầu tiên giành chiến thắng thử thách này. | 8 tuyển thủ vượt qua vòng 1 (Phan Tử Thanh chiến thắng).            | 8 tuyển thủ vượt qua vòng 1 (Phan Tử Thanh chiến thắng).            |
| 3. Bức tranh bốc lửa   | Có một bảng tranh được tạo thành bởi các ô vuông chứa số, ứng với số lớp màu trên ô này. Khi "nung chảy", các ô có n lớp (n > 1) sẽ "chảy" n-1 lớp xuống dưới, màu sắc của nó lấp vào màu cũ trong ô. Thông qua việc xoay tranh và "nung chảy", tuyển thủ cần khiến bảng tranh có màu sắc giống như màu ở bức tranh hoàn chỉnh cho trước. Tuyển thủ hoàn thành trước sẽ thắng. | Phan Tử Thanh                                                       | Scott Wilson                                                        |

### Tập 4 (Con đường rubik)[4]
Tuyển thủ quốc tế:  Canada - Antoine Cantin
Trong tập này, chương trình sử dụng 7 loại Rubik: 2 × 2 × 2, 3 × 3 × 3, 4 × 4 × 4, 5 × 5 × 5 (ở tất cả các thử thách), Pyraminx 3 × 3, Skewb, Megaminx (ở thử thách 2 và 3).
| Trận và tên thử thách  | Nội dung thử thách | Các tuyển thủ tham gia và kết quả                                                                                 | Các tuyển thủ tham gia và kết quả                                                                                 |
| ---------------------- | --- | --- | --- |
| 1. 101 khối giải nhanh | Mỗi tuyển thủ cần giải tổng cộng 101 khối rubik được xáo trộn sẵn nhanh nhất có thể. | 12 tuyển thủ ban đầu (8 tuyển thủ hoàn thành nhanh nhất chiến thắng).                                             | 12 tuyển thủ ban đầu (8 tuyển thủ hoàn thành nhanh nhất chiến thắng).                                             |
| 2. Tốc chiến tốc quyết | Các tuyển thủ cần giải các bộ rubik, với một bộ gồm 6 trong 7 loại rubik đã cho (loại rubik không được sử dụng do tuyển thủ top 1 thử thách 1 - Hứa Thuỵ Hàng quyết định). Sau khi giải xong mỗi rubik, thành tích của tuyển thủ được cập nhật; khi hoàn thành 1 bộ rubik thì bộ khác được thay thế vào để tiếp tục. Có 7 chặng với tổng thời gian lần lượt là 270, 210, 160, 120, 90, 70 và 60 giây; các chặng nối tiếp nhau. Sau mỗi chặng tuyển thủ giải được ít rubik nhất với tổng thời gian chậm nhất sẽ bị loại. Trận đấu kết thúc khi chỉ còn 1 tuyển thủ trụ lại cuối cùng.                                        | 8 tuyển thủ vượt qua vòng 1 (Hứa Thuỵ Hàng chiến thắng với thời gian 15 phút 42 giây 51, giải được 51 khối rubik) | 8 tuyển thủ vượt qua vòng 1 (Hứa Thuỵ Hàng chiến thắng với thời gian 15 phút 42 giây 51, giải được 51 khối rubik) |
| 3. Cực hạn ma tốc      | 7 loại rubik được bố trí thành 7 khu vực khác nhau, mỗi khu vực có 5 rubik cho mỗi tuyển thủ, tất cả đã được xáo trộn. Ở mỗi khu vực, tuyển thủ có thể chọn giải một trong các rubik đang bị xáo trộn để ghi nhận thành tích, tối đa giải 5 lần/mỗi loại rubik; thời gian của lần giải mới nhất được ghi lại là thành tích của tuyển thủ tại khu vực đó. Tuyển thủ được phép bấm nút dừng trận đấu nếu không muốn giải thêm rubik; điều này không ảnh hưởng đến tuyển thủ còn lại. Ở mỗi khu vực, tuyển thủ có thành tích tốt hơn được 1 điểm; kết thúc thử thách tuyển thủ có nhiều điểm hơn giành chiến thắng chung cuộc. | Hứa Thuỵ Hàng (4 điểm)                                                                                            | Antoine Cantin (3 điểm)                                                                                           |

## Vòng 2 - Khiêu chiến thần tích
Các con đường vẫn được giữ nguyên như ở vòng 1, mỗi con đường có 2 trận đấu:
- Trận 1 (thần tích tái hiện): 1 trong 7 tuyển thủ xung phong thách đấu với tuyển thủ trên ghế chiến thắng.[6]
- Trận 2 (cuộc chiến sinh tồn): 6 tuyển thủ chưa tham gia thi đấu vòng 1 cùng tuyển thủ thua cuộc ở vòng 1 tranh 3 suất đi tiếp vào vòng tiếp theo, những tuyển thù còn lại bị loại. Riêng tuyển thủ thua cuộc ở vòng 1 phải đạt được hạng nhất trong vòng này để đi tiếp, nếu không sẽ bị loại.

| Chú giải | Thắng | Thua | Bị loại | In nghiêng: Tuyển thủ trên ghế chiến thắng ở vòng 1 | In đậm: Tuyển thủ thua trận Thần tích tái hiện và cần top 1 ở Cuộc chiến sinh tồn |

### Con đường tính nhẩm (Tập 5)[7]
| Trận và tên thử thách   | Nội dung thử thách | Các tuyển thủ tham gia và kết quả                          | Các tuyển thủ tham gia và kết quả               |
| ----------------------- | --- | ---------------------------------------------------------- | ----------------------------------------------- |
| 1. Tính nhẩm đỉnh phong | Có 2 lượt đấu: - Ở lượt 1, hai tuyển thủ thi đấu 2 lần, mỗi lần chọn 1 kiểu đề phép tính cộng trừ để thực hiện (kiểu đề và cách tính điểm tương tự thử thách 2 của vòng thí luyện quốc tế, lần 1 hai tuyển thủ chọn đề cùng lúc, lần 2 mỗi tuyển thủ lần lượt chọn đề). Tuyển thủ có tổng điểm sau 2 lần đấu cao hơn giành chiến thắng lượt này. - Ở lượt 2, có 5 đề nhân chia nhiều chữ số với độ khó tăng dần (mỗi đề gồm 1 phép nhân và 1 phép chia), với điểm số lần lượt là 1, 2, 3, 4, 5. Ở mỗi đề hai tuyển thủ cùng lúc trả lời và bấm chuông giành quyền ưu tiên, nếu đáp án (cả hai phép tính) đúng thì giành được điểm của đề, sai thì đối thủ giành được điểm của đề đó. Tuyển thủ có tổng điểm sau 5 đề cao hơn giành chiến thắng lượt này. Tuyển thủ giành chiến thắng cả hai lượt đấu được tính là thắng chung cuộc, trong trường hợp hòa nhau thì chương trình tự thiết lập một đề cộng trừ gồm 2 phép tính thục hiện cùng lúc, hai tuyển thủ cùng trả lời mà không giành quyền. Nếu cả hai tuyển thủ cùng sai sẽ chọn đề khác với độ khó như đề trước, cùng đúng thì tiếp tục ra đề với độ khó cao hơn. Cuộc đấu kết thúc khi có 1 tuyển thủ đáp đúng và 1 tuyển thủ đáp sai ở cùng 1 đề, khi đó tuyển thủ đáp đúng chiến thắng thử thách. | Trương Dục Manh (thắng lượt 1)                             | Trương Từ Hàm Dư (thắng lượt 2 và lượt đấu phụ) |
| 2. Cấp tốc chuyển nhãn  | Một bảng gồm 4 cột và nhiều hàng, trong đó 10 hàng cuối cùng được khoanh vùng. Các viên gạch ở các cột lần lượt di chuyển xuống dưới đáy bảng (thời gian di chuyển từ đỉnh xuống đáy là 20 giây/viên), mỗi viên gạch có 1 phép tính nhân chia nhiều chữ số. Tuyển thủ cần chọn viên gạch và nhập đáp án của phép tính trên đó. Nếu đúng thì viên gạch tự di chuyển xuống dưới cùng và khóa ở đó; nếu sai hoặc để gạch chạm đáy thì viên gạch này sẽ biến mất. Tuyển thủ cần lấp đầy toàn bộ khu vực được khoanh vùng mới tính là hoàn thành thử thách; xếp hạng theo thời gian hoàn thành. | Kim Phụng Anh (#1), Kính Hạo Tuyền (#3), Vu Lịch Minh (#4) | Trương Dục Manh (#2) và 4 tuyển thủ còn lại     |

### Con đường ghi nhớ (Tập 5-6)
| Trận và tên thử thách        | Nội dung thử thách | Các tuyển thủ tham gia và kết quả                               | Các tuyển thủ tham gia và kết quả                                       |
| ---------------------------- | --- | --------------------------------------------------------------- | ----------------------------------------------------------------------- |
| 1. Một hạt cát, một thế giói | Trên sân khấu có 88 bức tranh cát kiến trúc Trung Quốc cổ, khách mời chọn 4 bức, mỗi bức thiết lập 1 khu vực ô vuông 5 × 5, 4 × 4, 3 × 3, 1 × 1 (cm, tương ứng điểm số lần lượt là 1, 2, 4, 8) sao cho ở khu vực đó có ít nhất 3/4 diện tích nằm trong kiến trúc chủ thể của bức tranh, và màu sắc không đơn sắc. 88 bức tranh gốc đã được cho 8 tuyển thủ ghi nhớ trước đó 3 ngày, sau đó 2 tuyển thủ thi đấu có thêm thời gian chuẩn bị để ghi nhớ các bức tranh cát tương ứng. 2 tuyển thủ cần xác định mỗi khu vực ô vuông thuộc về bức tranh nào, đáp đúng được điểm số tương ứng. Tuyển thủ có điểm số cao hơn và thời gian nhanh hơn (nếu hòa điểm) chiến thắng thử thách. | Lục Khải (5 điểm)                                               | Quách Phi Dung (15 điểm)                                                |
| 2. Zuma đại chiến            | Tuyển thủ cần ghi nhớ màu sắc và thứ tự của 500 viên bi trong thời gian chuẩn bị. Trên sân khấu là trò chơi Zuma với các viên bi được xuất hiện theo đúng thứ tự đã ghi nhớ nhưng đã bị giấu màu đi. Tuyển thủ điều khiển pháo cao xạ bắn ra viên bi có màu nhất định làm tiêu biến các viên bi cùng màu liền nhau. Trò chơi kết thúc khi tuyển thủ bắn tiêu biến hết bi hoặc các viên bi xuất hiện nhiều tràn đến hang động (game over). Xếp hạng dựa trên số viên bi còn lại, trường hợp hòa điểm thì ưu tiên tuyển thủ dùng ít thời gian hơn. | Trương Hưng Vinh (#1), Hoàng Tận Nghiêu (#2), Vương Vĩ Trị (#3) | Từ Tử Du (#4), Lục Khải (#5), Vương Đông Húc (#6), Hoàng Dịch Đồng (#7) |

### Con đường rubik (Tập 6)
| Trận và tên thử thách  | Nội dung thử thách | Các tuyển thủ tham gia và kết quả                                                                                 | Các tuyển thủ tham gia và kết quả |
| ---------------------- | --- | --- | --- |
| 1. Rubik Truy cản trận | Trên bàn tròn được chia thành 10 ô, mỗi ô đặt một rubik đã xáo trộn. Hai tuyển thủ đứng đối diện nhau ở hai đầu bàn tròn, truy cản đối phương theo ngược chiều kim đồng hồ, gặp rubik bị xáo trộn thì khôi phục, gặp rubik đã khôi phục thì xáo trộn; mỗi lần khôi phục hoặc xáo trộn một rubik thì bấm đèn của bản thân rồi tiến lên một ô tiếp theo. Người thắng cuộc là người truy đuổi được bên còn lại; trong trường hợp hết thời gian thi đấu mà chưa có bên nào đuổi kịp thì người có nhiều đèn sáng hơn khi hết giờ giành chiến thắng. Thi đấu ba lượt(lượt 1: rubik 3x3, lượt 2: rubik Skewb, lượt 3: tổng hợp 5 loại 2x2, 3x3, 5x5, Skewb, kim tự tháp), ai thắng hai lượt giành chiến thắng. | Mã Chi Nguyên | Hứa Thụy Hàng (thắng 2-0: lượt 1 thắng 10-0, lượt 2 thắng 10-0)                                                                                       |
| 2. Song diện bích họa  | Tuyển thủ cần thông qua xoay chuyển 36 rubik 3x3 để ghép đồng thời ra hai ảnh mục tiêu ở mặt trước và mặt sau, mỗi ảnh có kích thước 18x18 pixel. Người có số ô màu sai ít hơn xếp hạng cao hơn, trường hợp bằng nhau thì ưu tiên thời gian ngắn hơn. Giới hạn thời gian làm bài là 60 phút. | Trương An Vũ (#1, 0 lỗi, 45:52.98), Hàn Nghiệp Trân (#2, 1 lỗi, 59:14.99), Trương Bác Phiên (#3, 2 lỗi, 54:01.55) | Vương Dịch Bác (#4, 4 lỗi, 46:07.74), Hoàng Tuấn Lượng (#5, 6 lỗi, 54:02.55), Mã Chi Nguyên (#6, 8 lỗi, 45:48.28), Ngô Tử Ngọc (#7, 12 lỗi, 54:22.90) |

### Con đường lục giác (Tập 7)[12]
| Trận và tên thử thách   | Nội dung thử thách | Các tuyển thủ tham gia và kết quả                                                                             | Các tuyển thủ tham gia và kết quả |
| ----------------------- | --- | --- | --- |
| 1. Đại chiến đếm bi     | Chương trình sẽ chuẩn bị 80 tạo hình bi nam châm. Trên trường quay giám khảo sẽ chọn ngẫu nhiên 5 tạo hình. Hai tuyển thủ sẽ quan sát tạo hình được chọn, thông qua năng lực không gian, năng lực suy luận, năng lực tính toán. Tuyển thủ sẽ viết ra số lượng bi nam châm cấu thành nên từng tạo hình đề thi. Không cho phép sai số. Hai tuyển thủ thi đấu cùng lúc, sự chính xác được ưu tiên hơn. Nếu như số đáp án đúng bằng nhau, tuyển thủ dùng ít thời gian hơn sẽ thắng. | Trâu Vũ (5 điểm, 38:27.15)                                                                                    | Phan Tử Thanh (5 điểm, 25:58.43) |
| 2. Ngưu chuyển càn khôn | Một số hộp sữa được giấu ở trong một bảng 7x7 ô vuông. Dựa vào các thông tin: tổng số hộp sữa trên từng hàng, từng cột và một số ô 3x3, tuyển thủ cần trong 60 phút suy luận đưa ra được tọa độ của các hộp sữa được giấu. Xếp hạng theo số hộp sữa đúng tìm được, nếu bằng nhau thì xếp hạng theo thời gian. | Tống Tinh Trạch (#1, 11/11, 09:23.59), Lưu Kim Xương (#2, 11/11, 28:27.15), Lý Khả Nhân (#3, 11/11, 34:49.07) | Cổ Tư Dao (#4, 11/11, 40:27.04), Trình Gia Vĩ (#5, 11/11, 45:03.75), Trâu Vũ (#6, 7/11, 30:42.61), Dương Diệu Lương (#7, 4/11, 56:21.06) |

Sau khi vòng 2 kết thúc, các thành viên trên ghế chiến thắng trở thành các đội trưởng. Mỗi đội trưởng có 24 sao lập đội để kêu gọi nhân tuyển từ các con đường còn lại, mục tiêu thành lập mỗi đội có 4 thành viên từ mỗi con đường. Tại mỗi lượt, các đội trưởng đưa ra số sao đầu tư cho các thành viên khác; cuối mỗi lượt, ở mỗi con đường thành viên được đội trưởng nào đầu tư nhiều sao nhất kết nạp thành công, tất cả các sao đã đặt đều biến mất dù có kết nạp thành công hay không. Cuối cùng, các đội đã hết sao mà chưa đủ thành viên thì thành viên được quyền chọn đội mình muốn tham gia. Sau đây là danh sách các chiến đội Trung Quốc dự bị:
| Đội Trương Tử Hàm Dư | Đội Quách Phi Dung | Đội Hứa Thụy Hàng | Đội Phan Tử Thanh |
| -------------------- | ------------------ | ----------------- | ----------------- |
| Trương An Vũ         |                    | Tống Tinh Trạch   | Kim Phụng Anh     |
|                      | Hàn Nghiệp Trân    | Trương Hưng Vinh  |                   |
|                      | Lưu Kim Xương      | Vu Lịch Minh      |                   |
| Lý Khả Nhân          | Kính Hạo Tuyền     |                   | Trương Bác Phiên  |
| Vương Vĩ Trị         |                    |                   | Hoàng Tận Nghiêu  |

## Vòng 3 - Tuyển chọn chiến đội
Vòng này gồm 2 giai đoạn: "Chiến đội phá vây" và "Bổ sung cường giả"
Giai đoạn 1: "Chiến đội phá vây"
4 đội cùng tham gia 6 trận (1 trận thuộc Con đường tính nhẩm, 1 trận thuộc Con đường rubik, 2 trận thuộc Con đường ghi nhớ và 2 trận thuộc Con đường lục giác). Ở mỗi trận, các thành viên tương ứng mỗi con đường đều tham dự. Mỗi đội có 36 điểm. Trước mỗi trận đấu, các đội phải đặt cược số điểm ban đầu(ít nhất 1 điểm) và phải dùng hết số điểm đã cho sau 6 trận. Sau khi đặt cược điểm trước mỗi trận, số điểm đặt cược của mỗi đội sẽ được xếp từ cao xuống thấp. Sau khi trận đó kết thúc, các đội dựa theo thứ hạng thành tích để nhận số điểm tương ứng. Hơn nữa, đội về nhất được nhận thêm 3 điểm, đội về nhì được nhận thêm 2 điểm, đội về hạng ba được nhận 1 điểm và đội về hạng tư không được nhận thêm điểm nào. Ví dụ như sau: 
- Trước trận đấu: đội A cược 9 điểm, đội B cược 3 điểm, đội C cược 2 điểm, đội D cược 1 điểm. Khi đó đội về nhất sẽ nhận được 9 điểm, đội về nhì sẽ nhận được 3 điểm, đội về hạng ba nhận được 2 điểm và đội về hạng tư nhận được 1 điểm
- Sau trận đấu: 
  - Đội C về nhất nên đội C nhận được tổng cộng 12 điểm (9 điểm kể trên và 3 điểm nhận thêm)
  - Đội B về nhì nên đội B nhận được tổng cộng 5 điểm (3 điểm kể trên và 2 điểm nhận thêm)
  - Đội A về hạng ba nên đội A nhận được tổng cộng 3 điểm (2 điểm kể trên và 1 điểm nhận thêm)
  - Đội D về hạng tư nên đội D nhận được tổng cộng 1 điểm (1 điểm kể trên và 0 điểm nhận thêm)

Sau 6 trận, đội có tổng điểm cao nhất sẽ giành chiến thắng và trở thành đội cơ sở cho Chiến đội Trung Quốc tham gia vòng thi quốc tế. Các đội còn lại sẽ tham gia vòng "Bổ sung cường giả".
Giai đoạn 2:"Bổ sung cường giả": Gồm "Trận thay thế" và "Trận bổ sung".
Trước hết, đội trưởng đội chiến thắng là đội trưởng của Trung Quốc chiến đội. Các thành viên còn lại trải qua thử thách của các cường giả là các tuyển thủ cũ đã từng sáng tạo thần tích trên Siêu trí tuệ Trung Quốc các mùa, cuối cùng chọn ra Trung Quốc chiến đội có 6 thành viên. gồm: 
- 1 thành viên từ Con đường tính nhẩm
- 1 thành viên từ Con đường rubik
- 2 thành viên từ Con đường ghi nhớ
- 2 thành viên từ Con đường lục giác

Ban giám khảo dựa trên màn trình diễn của các thành viên còn lại tại giai đoạn trước chọn ra nhóm nhân tuyển gồm 3 thành viên đội về nhì, 2 thành viên đội về ba và 1 thành viên đội về cuối. 
- "Trận thay thế" - Áp dụng cho con đường tính nhẩm và rubik: Cường giả đánh giá phần thi ở giai đoạn trước của thành viên tương ứng ở đội cơ sở và đưa ra một trong hai quyết định sau:
  - Nếu cường giả quyết định thông qua, thành viên đó sẽ trở thành thành viên của Chiến đội.
  - Nếu cường giả quyết định thay thế, thành viên đó sẽ phải thi đấu với một thành viên tương ứng mà họ chọn từ nhóm nhân tuyển. Người thắng sẽ trở thành thành viên của Chiến đội.
- "Trận bổ sung" - Áp dụng cho con đường ghi nhớ và lục giác: Cường giả thi đấu trực tiếp với một thành viên tương ứng mà họ chọn ở nhóm nhân tuyển. Người thắng sẽ trở thành thành viên của Chiến đội. Hai thành viên tương ứng hai con đường trên ở đội cơ sở cũng sẽ trở thành thành viên Chiến đội.

### Chiến đội phá vây (Tập 8-9)

#### Tập 8[14]
| Trận và tên thử thách           | Nội dung thử thách | Diễn biến và kết quả | Diễn biến và kết quả | Diễn biến và kết quả | Diễn biến và kết quả | Diễn biến và kết quả |
| ------------------------------- | --- | -------------------- | -------------------- | -------------------- | -------------------- | -------------------- |
| Trận và tên thử thách           | Nội dung thử thách |                      | Đội Trương Tử Hàm Dư | Đội Quách Phi Dung   | Đội Hứa Thụy Hàng    | Đội Phan Tử Thanh    |
| Mê cung hoa dung đạo (Lục giác) | Mỗi tuyển thủ nhận được một Mê cung Hoa dung đạo (đại khái là 15-puzzle với kích thước rất lớn 10x10) với các mảnh ghép là các mảnh tạo thành mê cung. Tuyển thủ cần di chuyển các miếng ghép sao cho tạo được một thông lộ trên mê cung đi được từ điểm đầu đến điểm cuối cho trước. Xếp hạng theo thời gian hoàn thành. | Thí sinh tham dự     | Lý Khả Nhân          | Lưu Kim Xương        | Tống Tinh Trạch      | Phan Tử Thanh        |
| Mê cung hoa dung đạo (Lục giác) | Mỗi tuyển thủ nhận được một Mê cung Hoa dung đạo (đại khái là 15-puzzle với kích thước rất lớn 10x10) với các mảnh ghép là các mảnh tạo thành mê cung. Tuyển thủ cần di chuyển các miếng ghép sao cho tạo được một thông lộ trên mê cung đi được từ điểm đầu đến điểm cuối cho trước. Xếp hạng theo thời gian hoàn thành. | Số điểm đặt cược     | 4                    | 6                    | 7                    | 6                    |
| Mê cung hoa dung đạo (Lục giác) | Mỗi tuyển thủ nhận được một Mê cung Hoa dung đạo (đại khái là 15-puzzle với kích thước rất lớn 10x10) với các mảnh ghép là các mảnh tạo thành mê cung. Tuyển thủ cần di chuyển các miếng ghép sao cho tạo được một thông lộ trên mê cung đi được từ điểm đầu đến điểm cuối cho trước. Xếp hạng theo thời gian hoàn thành. | Thứ hạng đạt được    | #2                   | #3                   | Không hoàn thành     | #1                   |
| Mê cung hoa dung đạo (Lục giác) | Mỗi tuyển thủ nhận được một Mê cung Hoa dung đạo (đại khái là 15-puzzle với kích thước rất lớn 10x10) với các mảnh ghép là các mảnh tạo thành mê cung. Tuyển thủ cần di chuyển các miếng ghép sao cho tạo được một thông lộ trên mê cung đi được từ điểm đầu đến điểm cuối cho trước. Xếp hạng theo thời gian hoàn thành. | Số điểm thu về       | 6+2=8                | 6+1=7                | 0                    | 7+3=10               |
| Rubik trong gương (Rubik)       | Trên sân đặt một số loại Rubik khác nhau đã xáo trộn (tổng cộng có 12 khối rubik). Tuyển thủ chỉ được nhìn cảnh trong gương để khôi phục rubik chứ không được nhìn trực tiếp, nếu vươn tay ra ngoài hộp thì phải khôi phục lại rubik đó. Xếp hạng theo thời gian hoàn thành. | Thí sinh tham dự     | Trương An Vũ         | Hàn Nghiệp Trân      | Hứa Thụy Hàng        | Trương Bác Phiên     |
| Rubik trong gương (Rubik)       | Trên sân đặt một số loại Rubik khác nhau đã xáo trộn (tổng cộng có 12 khối rubik). Tuyển thủ chỉ được nhìn cảnh trong gương để khôi phục rubik chứ không được nhìn trực tiếp, nếu vươn tay ra ngoài hộp thì phải khôi phục lại rubik đó. Xếp hạng theo thời gian hoàn thành. | Số điểm đặt cược     | 7                    | 8                    | 5                    | 6                    |
| Rubik trong gương (Rubik)       | Trên sân đặt một số loại Rubik khác nhau đã xáo trộn (tổng cộng có 12 khối rubik). Tuyển thủ chỉ được nhìn cảnh trong gương để khôi phục rubik chứ không được nhìn trực tiếp, nếu vươn tay ra ngoài hộp thì phải khôi phục lại rubik đó. Xếp hạng theo thời gian hoàn thành. | Thứ hạng đạt được    | #4                   | #2                   | #3                   | #1                   |
| Rubik trong gương (Rubik)       | Trên sân đặt một số loại Rubik khác nhau đã xáo trộn (tổng cộng có 12 khối rubik). Tuyển thủ chỉ được nhìn cảnh trong gương để khôi phục rubik chứ không được nhìn trực tiếp, nếu vươn tay ra ngoài hộp thì phải khôi phục lại rubik đó. Xếp hạng theo thời gian hoàn thành. | Số điểm thu về       | 5+0=5                | 7+2=9                | 6+1=7                | 8+3=11               |
| Truy tìm bảo bảo (ghi nhớ)      | Một khối lập phương gồm 8x8x8 ô lập phương đơn vị (tất cả là 512 ô), mỗi ô đơn vị có một hình gấu trúc. Trong 180 phút chuẩn bị, tuyển thủ cần ghi nhớ tất cả các cặp ô mà có hình ảnh tương đồng nhau. Trong 90 phút thi đấu, tuyển thủ nhập tọa độ từng cặp ô có ảnh giống nhau để tiêu biến chúng theo quy tắc gần giống trò chơi Pikachu: cứ hai ô giống nhau, đều lộ thiên thì có thể được chọn để tiêu biến. Xếp hạng theo số ô tiêu biến được, nếu bằng nhau thì xét thời gian. | Thí sinh tham dự     | Vương Vĩ Trị         | Quách Phi Dung       | Trương Hưng Vinh     | Hoàng Tận Nghêu      |
| Truy tìm bảo bảo (ghi nhớ)      | Một khối lập phương gồm 8x8x8 ô lập phương đơn vị (tất cả là 512 ô), mỗi ô đơn vị có một hình gấu trúc. Trong 180 phút chuẩn bị, tuyển thủ cần ghi nhớ tất cả các cặp ô mà có hình ảnh tương đồng nhau. Trong 90 phút thi đấu, tuyển thủ nhập tọa độ từng cặp ô có ảnh giống nhau để tiêu biến chúng theo quy tắc gần giống trò chơi Pikachu: cứ hai ô giống nhau, đều lộ thiên thì có thể được chọn để tiêu biến. Xếp hạng theo số ô tiêu biến được, nếu bằng nhau thì xét thời gian. | Số điểm đặt cược     | 6                    | 1                    | 10                   | 9                    |
| Truy tìm bảo bảo (ghi nhớ)      | Một khối lập phương gồm 8x8x8 ô lập phương đơn vị (tất cả là 512 ô), mỗi ô đơn vị có một hình gấu trúc. Trong 180 phút chuẩn bị, tuyển thủ cần ghi nhớ tất cả các cặp ô mà có hình ảnh tương đồng nhau. Trong 90 phút thi đấu, tuyển thủ nhập tọa độ từng cặp ô có ảnh giống nhau để tiêu biến chúng theo quy tắc gần giống trò chơi Pikachu: cứ hai ô giống nhau, đều lộ thiên thì có thể được chọn để tiêu biến. Xếp hạng theo số ô tiêu biến được, nếu bằng nhau thì xét thời gian. | Thứ hạng đạt được    | #3                   | #4                   | #1                   | #2                   |
| Truy tìm bảo bảo (ghi nhớ)      | Một khối lập phương gồm 8x8x8 ô lập phương đơn vị (tất cả là 512 ô), mỗi ô đơn vị có một hình gấu trúc. Trong 180 phút chuẩn bị, tuyển thủ cần ghi nhớ tất cả các cặp ô mà có hình ảnh tương đồng nhau. Trong 90 phút thi đấu, tuyển thủ nhập tọa độ từng cặp ô có ảnh giống nhau để tiêu biến chúng theo quy tắc gần giống trò chơi Pikachu: cứ hai ô giống nhau, đều lộ thiên thì có thể được chọn để tiêu biến. Xếp hạng theo số ô tiêu biến được, nếu bằng nhau thì xét thời gian. | Số điểm thu về       | 6+1=7                | 1+0=1                | 10+3=13              | 9+2=11               |

#### Tập 9[15]
| Trận và tên thử thách            | Nội dung thử thách | Diễn biến và kết quả | Diễn biến và kết quả | Diễn biến và kết quả | Diễn biến và kết quả | Diễn biến và kết quả |
| -------------------------------- | --- | -------------------- | -------------------- | -------------------- | -------------------- | -------------------- |
| Trận và tên thử thách            | Nội dung thử thách |                      | Đội Trương Tử Hàm Dư | Đội Quách Phi Dung   | Đội Hứa Thụy Hàng    | Đội Phan Tử Thanh    |
| Phong thần bảo tàng (ghi nhớ)    | 2 ngày trước trận đấu, tuyển thủ nhận được miêu tả bằng chữ viết của các đạo cụ trong Phong thần bảo tàng để ghi nhớ. Trong 90 phút, tuyển thủ lần nữa tham quan và ghi nhớ tất cả hình ảnh, mô tả, số liệu, tính chất,... của các đạo cụ trong Phong thần bảo tàng. Thi đấu, tuyển thủ bấm chuông tranh đáp câu hỏi liên quan đến các đạo cụ. Trả lời đúng được 4 điểm, trả lời sai thì các tuyển thủ còn lại được bấm chuông tranh đáp, đúng nhận 3 điểm, sai thì các tuyển thủ còn lại tiếp tục tranh đáp giành 2 điểm, rồi 1 điểm. Thi đấu 7 đề, xếp hạng theo tổng điểm đạt được. | Thí sinh tham dự     | Vương Vĩ Trị         | Quách Phi Dung       | Trương Hưng Vinh     | Hoàng Tận Nghêu      |
| Phong thần bảo tàng (ghi nhớ)    | 2 ngày trước trận đấu, tuyển thủ nhận được miêu tả bằng chữ viết của các đạo cụ trong Phong thần bảo tàng để ghi nhớ. Trong 90 phút, tuyển thủ lần nữa tham quan và ghi nhớ tất cả hình ảnh, mô tả, số liệu, tính chất,... của các đạo cụ trong Phong thần bảo tàng. Thi đấu, tuyển thủ bấm chuông tranh đáp câu hỏi liên quan đến các đạo cụ. Trả lời đúng được 4 điểm, trả lời sai thì các tuyển thủ còn lại được bấm chuông tranh đáp, đúng nhận 3 điểm, sai thì các tuyển thủ còn lại tiếp tục tranh đáp giành 2 điểm, rồi 1 điểm. Thi đấu 7 đề, xếp hạng theo tổng điểm đạt được. | Số điểm đặt cược     | 2                    | 10                   | 7                    | 1                    |
| Phong thần bảo tàng (ghi nhớ)    | 2 ngày trước trận đấu, tuyển thủ nhận được miêu tả bằng chữ viết của các đạo cụ trong Phong thần bảo tàng để ghi nhớ. Trong 90 phút, tuyển thủ lần nữa tham quan và ghi nhớ tất cả hình ảnh, mô tả, số liệu, tính chất,... của các đạo cụ trong Phong thần bảo tàng. Thi đấu, tuyển thủ bấm chuông tranh đáp câu hỏi liên quan đến các đạo cụ. Trả lời đúng được 4 điểm, trả lời sai thì các tuyển thủ còn lại được bấm chuông tranh đáp, đúng nhận 3 điểm, sai thì các tuyển thủ còn lại tiếp tục tranh đáp giành 2 điểm, rồi 1 điểm. Thi đấu 7 đề, xếp hạng theo tổng điểm đạt được. | Thứ hạng đạt được    | #3                   | #1                   | #2                   | #4                   |
| Phong thần bảo tàng (ghi nhớ)    | 2 ngày trước trận đấu, tuyển thủ nhận được miêu tả bằng chữ viết của các đạo cụ trong Phong thần bảo tàng để ghi nhớ. Trong 90 phút, tuyển thủ lần nữa tham quan và ghi nhớ tất cả hình ảnh, mô tả, số liệu, tính chất,... của các đạo cụ trong Phong thần bảo tàng. Thi đấu, tuyển thủ bấm chuông tranh đáp câu hỏi liên quan đến các đạo cụ. Trả lời đúng được 4 điểm, trả lời sai thì các tuyển thủ còn lại được bấm chuông tranh đáp, đúng nhận 3 điểm, sai thì các tuyển thủ còn lại tiếp tục tranh đáp giành 2 điểm, rồi 1 điểm. Thi đấu 7 đề, xếp hạng theo tổng điểm đạt được. | Số điểm thu về       | 2+1=3                | 10+3=13              | 7+2=9                | 1+0=1                |
| Tiền phương cao năng (tính nhẩm) | Đề 1, 2: tính nhẩm cộng trừ nhiều chữ số siêu tốc. Các số được xếp thành một bảng rồi chạy trên màn hình từ trái qua phải. Tuyển thủ cần tính tổng các số trên ma trận đó (đề 1: 100 số, đề 2: 140 số). Đúng đề 1 được 21 điểm, đúng đề 2 được 24 điểm. Đề 3: tính nhẩm nhân chia nhiều chư số. 7 đề thi chạy từ trái sang phải trên màn hình, mỗi đề có một số điểm từ 6 đến 7 điểm. Đáp đúng đề nào được điểm đề đó, đáp sai không bị trừ điểm. Xếp hạng theo tổng điểm đạt được, nếu bằng điểm thì xếp hạng theo thời gian làm bài.                                                 | Thí sinh tham dự     | Trương Tử Hàm Dư     | Kính Hạo Tuyển       | Vu Lịch Minh         | Kim Phụng Anh        |
| Tiền phương cao năng (tính nhẩm) | Đề 1, 2: tính nhẩm cộng trừ nhiều chữ số siêu tốc. Các số được xếp thành một bảng rồi chạy trên màn hình từ trái qua phải. Tuyển thủ cần tính tổng các số trên ma trận đó (đề 1: 100 số, đề 2: 140 số). Đúng đề 1 được 21 điểm, đúng đề 2 được 24 điểm. Đề 3: tính nhẩm nhân chia nhiều chư số. 7 đề thi chạy từ trái sang phải trên màn hình, mỗi đề có một số điểm từ 6 đến 7 điểm. Đáp đúng đề nào được điểm đề đó, đáp sai không bị trừ điểm. Xếp hạng theo tổng điểm đạt được, nếu bằng điểm thì xếp hạng theo thời gian làm bài.                                                 | Số điểm đặt cược     | 16                   | 5                    | 1                    | 12                   |
| Tiền phương cao năng (tính nhẩm) | Đề 1, 2: tính nhẩm cộng trừ nhiều chữ số siêu tốc. Các số được xếp thành một bảng rồi chạy trên màn hình từ trái qua phải. Tuyển thủ cần tính tổng các số trên ma trận đó (đề 1: 100 số, đề 2: 140 số). Đúng đề 1 được 21 điểm, đúng đề 2 được 24 điểm. Đề 3: tính nhẩm nhân chia nhiều chư số. 7 đề thi chạy từ trái sang phải trên màn hình, mỗi đề có một số điểm từ 6 đến 7 điểm. Đáp đúng đề nào được điểm đề đó, đáp sai không bị trừ điểm. Xếp hạng theo tổng điểm đạt được, nếu bằng điểm thì xếp hạng theo thời gian làm bài.                                                 | Thứ hạng đạt được    | #1                   | #3                   | #2                   | #4                   |
| Tiền phương cao năng (tính nhẩm) | Đề 1, 2: tính nhẩm cộng trừ nhiều chữ số siêu tốc. Các số được xếp thành một bảng rồi chạy trên màn hình từ trái qua phải. Tuyển thủ cần tính tổng các số trên ma trận đó (đề 1: 100 số, đề 2: 140 số). Đúng đề 1 được 21 điểm, đúng đề 2 được 24 điểm. Đề 3: tính nhẩm nhân chia nhiều chư số. 7 đề thi chạy từ trái sang phải trên màn hình, mỗi đề có một số điểm từ 6 đến 7 điểm. Đáp đúng đề nào được điểm đề đó, đáp sai không bị trừ điểm. Xếp hạng theo tổng điểm đạt được, nếu bằng điểm thì xếp hạng theo thời gian làm bài.                                                 | Số điểm thu về       | 16+3=19              | 5+1=6                | 12+2=14              | 1+0=1                |
| Toái giáp trùng viên (lục giác)  | Tuyển thủ trên sân quan sát đường viền bên ngoài của mai rùa hoàn chỉnh mục tiêu. Trong 80 mảnh mai rùa trên sân khấu, tìm 8 mảnh ghép được mai rùa hoàn chỉnh mục tiêu. Mỗi lần đáp sai, lần thứ 1, 2, 3+ phạt 30, 60, 90 giây. Thời gian thi đấu là 60 phút. Xếp hạng theo số mảnh tìm được, nếu bằng điểm thì xếp hạng theo lần nộp làm tăng điểm cuối cùng. | Thí sinh tham dự     | Lý Khả Nhân          | Lưu Kim Xương        | Tống Tinh Trạch      | Phan Tử Thanh        |
| Toái giáp trùng viên (lục giác)  | Tuyển thủ trên sân quan sát đường viền bên ngoài của mai rùa hoàn chỉnh mục tiêu. Trong 80 mảnh mai rùa trên sân khấu, tìm 8 mảnh ghép được mai rùa hoàn chỉnh mục tiêu. Mỗi lần đáp sai, lần thứ 1, 2, 3+ phạt 30, 60, 90 giây. Thời gian thi đấu là 60 phút. Xếp hạng theo số mảnh tìm được, nếu bằng điểm thì xếp hạng theo lần nộp làm tăng điểm cuối cùng. | Số điểm đặt cược     | 1                    | 6                    | 6                    | 2                    |
| Toái giáp trùng viên (lục giác)  | Tuyển thủ trên sân quan sát đường viền bên ngoài của mai rùa hoàn chỉnh mục tiêu. Trong 80 mảnh mai rùa trên sân khấu, tìm 8 mảnh ghép được mai rùa hoàn chỉnh mục tiêu. Mỗi lần đáp sai, lần thứ 1, 2, 3+ phạt 30, 60, 90 giây. Thời gian thi đấu là 60 phút. Xếp hạng theo số mảnh tìm được, nếu bằng điểm thì xếp hạng theo lần nộp làm tăng điểm cuối cùng. | Thứ hạng đạt được    | #4                   | #3                   | #1                   | #2                   |
| Toái giáp trùng viên (lục giác)  | Tuyển thủ trên sân quan sát đường viền bên ngoài của mai rùa hoàn chỉnh mục tiêu. Trong 80 mảnh mai rùa trên sân khấu, tìm 8 mảnh ghép được mai rùa hoàn chỉnh mục tiêu. Mỗi lần đáp sai, lần thứ 1, 2, 3+ phạt 30, 60, 90 giây. Thời gian thi đấu là 60 phút. Xếp hạng theo số mảnh tìm được, nếu bằng điểm thì xếp hạng theo lần nộp làm tăng điểm cuối cùng. | Số điểm thu về       | 1+0=1                | 2+1=3                | 6+3=9                | 6+2=8                |

#### Tổng điểm
|           | Đội Trương Tử Hàm Dư | Đội Quách Phi Dung | Đội Hứa Thụy Hàng | Đội Phan Tử Thanh |
| Tổng điểm | 43                   | 39                 | 52                | 42                |

### Bổ sung cường giả (Tập 10)[16]
Căn cứ vào đội hình chiến đội chiến thắng, các thành viên được chọn vào Trung Quốc chiến đội như sau:
- Con đường Tính nhẩm và con đường Rubik, mỗi con đường có 1 suất trong Trung Quốc chiến đội: Người sáng tạo thần tích đưa ra ý kiến đánh giá tuyển thủ trong chiến đội chiến thắng. Nếu ý kiến đưa ra là "Thông qua" thì tuyển thủ này trực tiếp tiến vào Trung Quốc chiến đội. Nếu ngược lại ý kiến đưa ra là "Thay thế" thì Người sáng tạo thần tích chọn một tuyển thủ nhân tuyển để quyết đấu 1v1, người thắng tiến vào Trung Quốc chiến đội.
- Con đường Ghi nhớ và con đường Lục giác, mỗi con đường có 2 suất trong Trung Quốc chiến đội: Tuyển thủ trong chiến đội chiến thắng được vào thẳng Trung Quốc chiến đội. Người sáng tạo thần tích tùy ý chọn một tuyển thủ nhân tuyển để trực tiếp thi đấu 1v1, người thắng vào Trung Quốc chiến đội.

| Con đường              | Tuyển thủ trong đội chiến thắng | Người sáng tạo thần tích | Tuyển thủ được Người sáng tạo thần tích chọn | Tên thử thách    | Nội dung thử thách | Diễn biến và kết quả |
| ---------------------- | ------------------------------- | ------------------------ | -------------------------------------------- | ---------------- | --- | --- |
| 1. Con đường Tính nhẩm | Vu Lịch Minh                    | Phó Hải Đông             | Trương Tử Hàm Dư                             | Thế giới số tự   | Trên màn hình hiển thị rất nhiều số nguyên được đặt ngẫu nhiên. Ứng với mỗi đề thi, một vài số nguyên sáng màu đỏ, tuyển thủ cần tính tổng các số sáng màu. Hai tuyển thủ cùng lúc đáp, đáp đúng được số điểm của đề đó. Trả lời hai đề, nếu bằng điểm thì tiến vào hiệp phụ. | Trương Tử Hàm Dư 2-0 Vu Lịch Minh (Hàm Dư đúng 1/2 đề, Lịch Minh đúng 0/2 đề)                                                 |
| 2. Con đường Lục giác  | Tống Tinh Trạch                 | Tôn Dũng                 | Phan Tử Thanh                                | Trận địa lồi lõm | Trận địa lồi lõm kích thước 8x8 ô vuông có hai mặt, một ô vuông khi đẩy lõm ở mặt này sẽ lồi sang mặt bên kia, có một số ô được lồi lõm cố định sẵn. Mỗi mặt cần căng một sợi dây thừng, cho trước điểm đầu, điểm cuối nằm ở biên của trận địa và độ dài của sợi dây thừng. Đường đi của sợi dây thừng là đi thẳng, hoặc nếu chạm vào một ô lồi thì bắt buộc phải chạm vào hai hoặc 3 cạnh của ô đó. Hoàn thành cả hai mặt chính xác thì hoàn thành thử thách, nếu sai một mặt cũng tính là thất bại. Người hoàn thành và dùng thời gian ít hơn chiến thắng. | Tôn Dũng 0 - 0 Phan Tử Thanh (không hoàn thành). Thi lại: Tôn Dũng 1 - 1 Phan Tử Thanh (12:28.94 - 20:47.30). Tôn Dũng thắng. |
| 3. Con đường Ghi nhớ   | Trương Hưng Vinh                | Trần Trí Cường           | Quách Phi Dung                               | Vi Quan biện tóc | Trên sân khấu có 200 sợi tóc của cùng một người. Tuyển thủ có 5 phút để quan sát 3 sợi tóc được BGK chọn ngẫu nhiên. Sau đó tuyển thủ trong 60 phút cần tìm 3 sợi tóc này trong 200 sợi tóc đã được trộn lẫn. Người đúng nhiều đề hơn chiến thắng, nếu bằng điểm thì xét thời gian. Hiệp phụ: Quan sát 1 sợi tóc trong 5 phút, và có 20 phút để tìm sợi tóc trong 200 sợi. | Trần Trí Cường 0 - 0 Quách Phi Dung. Hiệp phụ: Trần Trí Cường 0 - 1 Quách Phi Dung                                            |

Riêng con đường Rubik, do tuyển thủ trong đội chiến thắng là Hứa Thụy Hàng là đội trưởng nên được trực tiếp thông qua vào Trung Quốc chiến đội. Đội hình Trung Quốc chiến đội được thành lập gồm các tuyển thủ:
| Tên tuyển thủ    | Con đường | Ghi chú                                                  |
| ---------------- | --------- | -------------------------------------------------------- |
| Hứa Thụy Hàng    | Rubik     | Đội trưởng                                               |
| Quách Phi Dung   | Ghi nhớ   |                                                          |
| Trương Hưng Vinh | Ghi nhớ   |                                                          |
| Trương Tử Hàm Dư | Tính nhẩm |                                                          |
| Tống Tinh Trạch  | Lục giác  |                                                          |
| Phan Tử Thanh    | Lục giác  | Tôn Dũng nhường suất cho Phan Tử Thanh do bận việc riêng |

## Vòng 4 - Quốc tế Đỉnh Phong
Viện sĩ Viện Khoa học Trung Quốc: Giáo sư Thi Nhất Công trở thành đội trưởng của Trung Quốc chiến đội thi đấu với Quốc tế chiến đội do Robert Desimone là đội trưởng, gồm 6 tuyển thủ đến từ Anh, Nhật, Mông Cổ, Mỹ. Cuộc thi phân làm hai ngày thi đấu, mỗi ngày đấu 3 trận, điểm số mỗi trận theo thứ tự là 1, 2, 3 điểm, trong đó đội chiến thắng trận 1 điểm được quyết định thứ tự thi đấu và điểm số của hai trận sau. Kết thúc mỗi ngày, đội cao điểm hơn được một ngôi sao, trường hợp bằng điểm thì cả hai đội được một ngôi sao. Sau 2 ngày thi đấu, đội nào nhiều sao hơn giành thắng lợi chung cuộc; các giám khảo trong chiến đội thắng lợi bình chọn ra một thí sinh ưu tú nhất để trao danh hiệu Não Vương toàn cầu của Tối cường đại não mùa thứ 11.

## Khách mời danh tiếng
| Tập    | Khách mời |
| ------ | --- |
| Cả mùa | Vương Dục Hoành (thí sinh mùa 2, đội trưởng Thủy đội mùa 5) Bàng Bác |
| 1, 2   | Côn Lăng |
| 3, 4   | Lưu Canh Hồng |
| 4, 6   | Thường Phương Viên - Đại diện Hiệp hội Rubik Thế giới tại khu vực Trung Quốc cùng 5 trọng tài Rubik chuyên nghiệp để giám sát cuộc thi |
| 5, 6   | Chu Đan |
| 8-10   | Phó Hải Đông (tính nhẩm, thành viên chiến đội TQ - STTTQ mùa 10), Trần Trí Cường (ghi nhớ, Não Vương STTTQ mùa 3, mùa 4), Tôn Dũng (lục giác, thành viên chiến đội TQ - STTTQ mùa 5), Vương Ưng Hào (rubik, thành viên chiến đội TQ - STTTQ mùa 4) |
| 11, 12 | Viện sĩ Viện Khoa học Trung Quốc: Giáo sư Thi Nhất Công |

## Tài trợ
- Sữa hộp QQ
- Chatbot Thiên Cung App